# Östre-Skärträsket
Östre-Skärträsket är en sjö i Vindelns kommun i Västerbotten och ingår i Umeälvens huvudavrinningsområde. Sjön har en area på 0,364 kvadratkilometer och ligger 217,8 meter över havet. Vid provfiske har abborre, lake och sik fångats i sjön.
Östre-Skärträsket skiljs från Västre-Skärträsket av rullstensåsen Skärträskkammen, en del av Vindelälvsåsen. Ovanpå åsen går Järnvägslinjen Storuman–Hällnäs och vandringsleden Isälvsleden. Vintertjärnen avrinner till Östre-Skärträsket.

## Delavrinningsområde
Östre-Skärträsket ingår i det delavrinningsområde (715188-167616) som SMHI kallar för Utloppet av Östre-Skärträsket. Medelhöjden är 264 meter över havet och ytan är 2,79 kvadratkilometer. Räknas de 2 avrinningsområdena uppströms in blir den ackumulerade arean 8,79 kvadratkilometer. Vattendraget som avvattnar avrinningsområdet har biflödesordning 5, vilket innebär att vattnet flödar genom totalt 5 vattendrag innan det når havet efter 163 kilometer. Avrinningsområdet består mestadels av skog (72 procent). Avrinningsområdet har 0,37 kvadratkilometer vattenytor vilket ger det en sjöprocent på 13,1 procent.